# 熊本市内定期観光バス
熊本市内定期観光バス（くまもとしないていきかんこう ‐ ）とは、かつて九州産交グループが運行していた定期観光バスである。元々は九州産業交通本体によって運行され、一時期廃止された時期もあり、2010年10月1日より系列子会社によって再度運行開始したが、2014年3月31日をもって廃止された。
尚、この項では2010年から2014年までに運行されていた内容を中心に記載すると共に、過去に運行されていた熊本市外（天草・阿蘇方面）コースを含む九州産交定期観光バスの沿革についても併記する。

## 概要
2010年9月時点において熊本市内の観光ルートを巡るバスとして熊本城周遊バスが1ルート運行されているが、過去においてはこれ以外にも九州産交バスが長きに渡り熊本市内定期観光バスを運行しており（後述）、2009年1月に定期観光バスが廃止されて以降は熊本城とその周辺を除き観光地への直接的なアクセス手段がない状態になっていた。2011年3月の九州新幹線全線開通を前に熊本市と熊本経済同友会が提言し導入を進め2010年10月からの運行開始にこぎつけた。JR熊本駅前から観光地まで直通できる手段としてアクセス改善に役立てる。
コースは、熊本市内中心部の「水前寺公園」・「横井小楠記念館」といった坂本龍馬も歩いた幕末のくまもとを巡るルートを運行する『みずめぐりん』と、「島田美術館」・「霊巌洞」といった宮本武蔵の最後の足跡とされるルートを運行する『もりめぐりん』の2コースが1日に各2本（午前・午後各1便）ずつ運行される。

### 2011年4月改正
2011年3月12日に九州新幹線全線開業したのを機に、さらなる熊本の歴史と魅力を伝えるルートを巡ることでより多くの観光客誘致を目的とし、同年4月1日より両コースともに運行経路の変更がおこなわれた。特にみずめぐりんにおいては、幕末の志士・熊本を築いた加藤清正・細川家のゆかりの地を追うルートと改題し、見学地を「水前寺公園」と「熊本城」に変更され、同年3月5日に熊本城域内に開業した総合観光施設「桜の馬場 城彩苑」も見学場所に追加された。同時にもりめぐりんも「桜の馬場 城彩苑」において乗降扱いをおこなう。ただし、両ルートともに運行本数・熊本駅 - 熊本交通センターにおける出発時刻は変わらない。

### 2012年4月改正
2012年4月1日からはこれまでの運行内容を大幅リニューアル。特にもりめぐりんにおいては従来の内容から大幅に一新させ、見学場所を「西南の役田原坂」・「七本柿木薩軍墓地」・「七本官軍墓地」・「桜の馬場 城彩苑 & 熊本城」・「北岡自然公園」に変更し、これまでの両ルート半日コースから、熊本市内を1日かけて見学でき、さらには「城彩苑」において昼食付きとした1日コースとして設定。これにより、従来のみずめぐりんを「熊本城と水前寺公園コース」とした半日コースとして1日2便、もりめぐりんを「熊本城と田原坂コース」とした1日コースとして1日1便体制となる。これに伴い、もりめぐりんは運賃（施設入館料＋食事代を含む）が大幅変更になり、これまでの「島田美術館」・「霊巌洞」へは行かなくなる。
両ルート共、2014年3月31日の運行を以って廃止となる。

## 所要時間・運行会社
- 所要時間 
  - みずめぐりん：約3時間20分　
  - もりめぐりん：約6時間20分
- 運行会社 : 産交バス（担当：熊本営業所） 
  - 両ルートともに予約制であるが、空席がある場合は予約無しでも乗車可。

## 運行経路
太字は見学場所。両ルートとも毎日運行。年末年始はともに運休となる。
熊本交通センターはAホーム5番のりばから発車する。熊本駅前は2012年4月30日までは1番のりば発・2番のりば着となっていたが、同年5月1日より乗車・降車とも新幹線口前のりばに変更された。

### 廃止時点（2012年4月1日 - 2014年3月31日）
みずめぐりん
- 熊本駅前 - 熊本全日空ホテルニュースカイ前（※1） - 熊本交通センター - 通町筋 - 水前寺公園（40分） - 熊本城・桜の馬場 城彩苑（120分） （※2） - 熊本交通センター - 熊本駅前
  - （※1）：午前便は乗車のみ、午後便は降車のみ停車する。
  - （※2）：午前便は乗降の設定なし、午後便は熊本駅→熊本交通センターを出発後に城彩苑において乗車のみの停車もおこなう。

もりめぐりん
- 熊本駅前 - 熊本全日空ホテルニュースカイ前 - 熊本交通センター - 西南の役田原坂（40分） - 七本柿木薩軍墓地（5分） - 七本官軍墓地（10分） - 熊本城・桜の馬場 城彩苑（180分） - 北岡自然公園（30分） - 熊本駅前 - 熊本全日空ニュースカイ前 - 熊本交通センター
  - 城彩苑において施設内指定店での昼食が可能（乗車券購入時に食事券が付く）。

### 過去（2011年4月1日 - 2012年3月31日）
みずめぐりん
- * 熊本駅前 - 熊本全日空ホテルニュースカイ前（※1） - 熊本交通センター - ホテルキャッスル前（※1） - 通町筋 - 水前寺公園（50分） - 熊本城（40分） - 桜の馬場 城彩苑（30分） （※2） - 熊本交通センター - 熊本駅前
  - （※1）：午前便は乗車のみ、午後便は降車のみ停車する。
  - （※2）：午前便は乗降の設定なし、午後便は熊本駅→熊本交通センターを出発後に乗車のみの停車もおこなう。

もりめぐりん
- 熊本駅前 - 熊本全日空ホテルニュースカイ前（※1） - 熊本交通センター - ホテルキャッスル前（※1） - 通町筋（※1） - 島田美術館（25分） - 霊巌洞（50分） - 桜の馬場 城彩苑（※2） - 熊本交通センター - 熊本駅前
  - （※1）：午前便は乗車のみ、午後便は降車のみ停車する。
  - （※2）：午前便は降車のみ、午後便は乗車のみ停車する。
    - 午後便は、霊巌洞から先は熊本駅から市内中心部方向へ順に停車し、通町筋が終点となっていた。

  - 毎週火曜日は島田美術館が休館日となるため見学場所が本妙寺となっていた。
  - 積雪などの異常気象時において霊巌洞へ行けない場合においては泰勝寺および武蔵塚公園に変更となっていた。

### 過去（2010年10月1日 - 2011年3月31日）
みずめぐりん
- 熊本駅前 - 熊本全日空ホテルニュースカイ前 - 熊本交通センター - ホテルキャッスル前 - 通町筋 - 水前寺公園（60分） - 横井小楠記念館（40分） - 通町筋 - 熊本城二の丸駐車場 - 熊本交通センター - 熊本駅前
  - 毎週月曜日（祝日の場合は翌日）は横井小楠記念館が休館日となるため運休していた。

もりめぐりん
- 熊本駅前 - 熊本全日空ホテルニュースカイ前 - 熊本交通センター - ホテルキャッスル前 - 通町筋 - 島田美術館（25分） - 霊巌洞（50分） - 通町筋 - 熊本城二の丸駐車場 - 熊本交通センター - 熊本駅前

## 使用車両ならびに案内
- みずめぐりん
  - 使用車両は日野レインボーRJで東京特殊車体において改造されたレトロ調バスで元宮崎交通シーガイア送迎シャトルバスの内の１台。
  - 定期観光バス廃止後は長らく車庫に留置後、ラグーナテンボスに売却され、同施設と蒲郡駅とを結ぶシャトルバスとして使用されている。
- もりめぐりん
  - 使用車両は三菱ふそう・エアロミディMJ（定員25人乗り）。
- 両ルートともバスガイドは添乗していなかったが、車内では観光地にまつわるさまざまな情報などを織り交ぜた映像付き音声ガイドにて対応。見学場所では専用レシーバーによる音声案内となっていた。

## 九州産交定期観光バスの沿革
九州産交の定期観光バスは同社の発足当時から運行されていたと思われるが、資料が少ないため、ここでは1966年の天草五橋完成以降の状況について述べる。なお、天草五橋開通以前は熊本市内（2名所・3名所・4名所）の3コースが運行されていた。
- 1966年　天草五橋開通後
  - 天草五橋熊本市内定期観光
    - 「Aコース（熊本駅前 - 辛島町 - 九商松島前 - 五橋遊覧 - 九商松島港 - 松島 - 辛島町 - 熊本駅前）」、「1/2 Aコース（Aコースの九商松島港まで）」、「Bコース（熊本駅前 - 辛島町 - 熊本市内遊覧（熊本城・吉田司家・水前寺公園） - 九商松島港 - 五橋遊覧 - 九商松島港 - 松島 - 辛島町 - 熊本駅前）」、「1/2 Bコース（Bコースの九商松島港まで）」

  - 熊本市内定期観光
    - 「4名所コース（熊本城・水前寺公園・竜田自然公園・吉田司家）」、「5名所コース（熊本城・本妙寺・吉田司家・水前寺公園・花岡山仏舎利塔）」
- 1969年2月　すべてのコース名にアルファベットが追加
  - 「A1コース （旧Aコース）」、「 A2コース（A1コースの九商松島港まで）」、「A3コース（A1コースの九商松島港から）」、「B1コース（旧Bコース）」、「B2コース（B1コースの九商松島港まで）」、「B3コース（B1コースの九商松島港から）」、「C1コース（旧4名所コース）」、「C2コース（旧5名所コース）」
- 1969年 - コース名がA - Hコースに変更
- 1970年 - コース名が地名を含むものに変更、熊本市内名所コース（旧Gコース・Hコース）に「3名所コース（熊本城・吉田司家・水前寺公園）」を追加
- 1971年　アルファベットのコース名が復活
- 1975年　コース名を、地名とアルファベットの両方を含むものに変更
- 1976年　菊池阿蘇スカイラインの開通を機に、菊池阿蘇スカイライン阿蘇登山定期観光コース（J - Nコース）を追加（ただし、運行は3月1日から11月30日までの期間）
  - 「J 阿蘇スカイライン阿蘇登山コース〈1日〉（熊本駅前 - 菊池神社 - 菊池渓谷 - スカイライン - 阿蘇山西駅 - 阿蘇ハイライン - 阿蘇山東駅 - 熊本駅前）」、「K 阿蘇スカイライン阿蘇登山コース〈半日〉（熊本駅前 - 菊池神社 - 菊池渓谷 - スカイライン - 阿蘇山西駅）」、「L 阿蘇スカイライン阿蘇登山コース〈菊池コース〉（菊池 - 菊池神社 - 菊池渓谷 - スカイライン - 阿蘇山西駅）」、「M 阿蘇スカイライン阿蘇登山コース〈渓谷コース〉（菊池渓谷 - スカイライン - 阿蘇山西駅）」、「N 菊池渓谷コース（熊本駅前 - 菊池神社 - 菊池渓谷）」
- 1979年10月　コースの整理・コース名の変更を実施、花岡山を経由するコースが消滅
  - 「A 熊本市内早まわりコース（熊本城・水前寺公園）」、「B ぎんなんコース（熊本城・水前寺公園・吉田司家）」、「C ガラシャコース（熊本城・水前寺公園・吉田司家・立田自然公園）」、「D 清正公コース（熊本城・水前寺公園・吉田司家・本妙寺）」、「E 天草パールラインコース（熊本 - 天草五橋 - 船遊覧 - 九商レストハウス - 熊本）」、「F スカイラインコース（熊本 - 菊池神社 - 菊池渓谷 - スカイライン - 阿蘇山西駅 - 博物館 - 阿蘇ハイライン - 阿蘇山東駅 - 熊本）」、「G おおあそコース（熊本駅前 - 阿蘇山東駅 - 阿蘇ハイライン - 博物館 - 阿蘇山西駅 - スカイライン - 菊池渓谷 - 菊池神社 - 熊本）」、「H 菊池渓谷コース（旧N 菊池渓谷コースに同じ）」
- 1983年10月　コースを一部手直し
  - 新たに「C 西南の役コース（熊本城・田原坂公園・伝統工芸館）」を挿入し、以降D - Fまでは旧C - Eのコースに同じ。「G スカイラインコース」は熊本 - 菊池神社 - 菊池渓谷 - スカイライン - 草千里 - 博物館 - 阿蘇山西駅 - 熊本とし、「H 半日コース（熊本駅前 - 菊池神社 - 菊池渓谷 - 草千里 - 火山博物館 - 阿蘇山西駅）」を新設。他は、アルファベットを除いた「菊池渓谷コース（旧Hコースに同じ）」、「菊池・阿蘇コース（菊池 - 菊池神社 - 菊池渓谷 - 草千里 - 火山博物館）」、「菊池渓谷・阿蘇コース（菊池渓谷 - 草千里 - 火山博物館 - 阿蘇山西駅）」の計11コース。
- 1985年4月　コース名を変更、早まわりコースを廃止し、冠アルファベット記号を旧B - FまではA - Eまでに繰り上げ。新たに「F 天草パールラインコース」を新設（経路はEコースと同じ、ただしホテルキャッスルとニュースカイホテルは非経由）。G - Hはこれまでと同じ。菊池渓谷コースにも新たにI - Kまでの冠アルファベット記号が付けられる。

| 過去には夜行高速用のスーパーハイデッカー車両も使用されていた |  | 過去には夜行高速用のスーパーハイデッカー車両も使用されていた |
| 過去には夜行高速用のスーパーハイデッカー車両も使用されていた |  |                                                              |

- 1991年10月　コース名の変更と一部コースの廃止、吉田司家がコースから消滅。一部のコースを、本州向け夜行高速で使用しているスーパーハイデッカー車両で運行（夜行車の昼間有効運用を図るため）。
  - 「A 銀杏（ぎんなん）コース（熊本城・水前寺公園・伝統工芸館)」、「B 細川ガラシャと島田美術館コース（熊本城・水前寺公園・立田自然公園・島田美術館・本妙寺)」、「C 細川ガラシャコース（熊本城・水前寺公園・立田自然公園)」、「D 天草パールラインコース（熊本 - 天草五橋 - 船遊覧 - 九商レストハウス - 熊本）」、「E スカイラインコース（熊本 - 菊池神社 - 菊池渓谷 - スカイライン - 草千里 - 博物館 - 阿蘇山西駅 - 熊本空港 - 熊本）」、「F 半日コース（熊本駅前 - 菊池神社 - 菊池渓谷 - 草千里 - 火山博物館 - 阿蘇山西駅）」、「G 菊池渓谷コース（熊本駅前 - 菊池神社 - 菊池渓谷）」、「H 菊池渓谷コース（菊池 - 菊池神社 - 菊池渓谷 - 草千里 - 火山博物館 - 阿蘇山西駅）」、「I 菊池渓谷コース（菊池渓谷 - 草千里 - 火山博物館 - 阿蘇山西駅）」
- 1998年10月　コースを大幅に整理、縮小
  - 「(A) 熊本市内タイムスリップコース（熊本城・細川刑部邸・水前寺公園）」、「(B) 天草パールラインコース（熊本 - 三角西港 - 観光ホテル天草屋 - 九商レストハウス - 遊覧船 - 天草四郎メモリアルホール - 熊本）」＜※3 - 6月運行＞、「(C) 阿蘇高原パノラマコース（熊本 - 熊本空港 - 阿蘇火山博物館 - 草千里 - 火口 - 銀河高原ビール - 熊本空港 - 熊本）」＜※7 - 11月運行＞
- 2000年4月　「（A) コース」を廃止。ただし、九州産交が九州国際観光バスの路線を引き継いだため、九州国際観光バスが運行していた九州横断バス（あそ号）の熊本市内観光（熊本城、水前寺公園観光）1往復については引き続き運行することになり、事実上引き継いだ格好となった。
- 2004年10月　「（B) コース」ならびに「（C) コース」を廃止。
- 2006年10月　九州横断バス4往復のうち1往復で運行していた熊本市内観光は廃止、代わって土・日・祝日のみの運行で定期観光バス復活（1日2便、熊本駅 - 熊本城 - 水前寺公園 - 熊本駅）。
- 2009年1月31日　定期観光バス廃止
- 2010年10月1日　九州産交バスの子会社産交バスによって上述の「みずめぐりん」・「もりめぐりん」を運行開始。これにより熊本市内定期観光バスが1年9ヶ月ぶりに復活。
- 2014年3月31日　「みずめぐりん」・「もりめぐりん」この日の運行を以って廃止。